# Pic Foley
Le pic Foley est un sommet montagneux du chaînon Cheam situé dans le Sud-Ouest de la Colombie-Britannique, au Canada, près de Chilliwack. C'est l'un des sommets les plus orientaux du chaînon, à l'ouest du pic Conway et à l'est du pic Welch. La montagne doit son nom à l'un des partenaires de la société d'ingénierie Foley, Welch et Stewart, qui a construit et exploité la mine Lucky Four Copper située près du sommet. Les sommets à proximité portent également le nom des autres partenaires (pic Stewart et pic Welch).
À l'origine, les pics Stewart, Foley et Welch ont été dénommés ainsi par Arthur Williamson, de Vancouver, surintendant de la mine Lucky Four Copper, ouverte par Stewart et Welch en 1917. Les noms ont été officiellement adoptés le 30 mai 1946, en tant que « nom bien établi dans la communauté des alpinistes » (avis de mars 1944 de W.H. Matthews, Club alpin canadien, dossiers M.2.40 et C.1.50).